# Keith Burkinshaw
Harry Keith Burkinshaw (né le 23 juin 1935 à Higham près de Barnsley dans le Yorkshire du Sud) est un joueur de football anglais, qui évoluait au poste de défenseur, avant de devenir ensuite entraîneur.

## Palmarès
| \| Tottenham Hotspur - Coupe d'Angleterre (2) : - Vainqueur : 1980-81 et 1981-82. - Coupe de la Ligue (1) : - Vainqueur : 1970-71. - Finaliste : 1981-82. \| \| - Charity Shield : - Finaliste : 1981. - Coupe de l'UEFA (1) : - Vainqueur : 1983-84. \| |  | Sporting - Supercoupe du Portugal (1) : - Vainqueur : 1987.                           |
| Tottenham Hotspur - Coupe d'Angleterre (2) : - Vainqueur : 1980-81 et 1981-82. - Coupe de la Ligue (1) : - Vainqueur : 1970-71. - Finaliste : 1981-82.                                                                                                   |  | - Charity Shield : - Finaliste : 1981. - Coupe de l'UEFA (1) : - Vainqueur : 1983-84. |